# Beauval-en-Caux
Beauval-en-Caux é uma comuna francesa na região administrativa da Normandia, no departamento de Sena Marítimo. Estende-se por uma área de 15,26 km². Em 2010 a comuna tinha 492 habitantes (densidade: 32,2 hab./km²).